# Химки (баскетбольный клуб)
«Хи́мки» — российский баскетбольный клуб из Московской области. Выступает в Суперлиге и Кубке России.

## История

### Начало
Баскетбольный клуб «Химки» был создан 5 января 1997 года. В сезоне 1997/1998 коллектив дебютировал в первой лиге первенства страны и уверенно занял первое место. В сезоне 1998/1999, выступая в высшей лиге, команда досрочно заняла первое место, добившись права выступать в Суперлиге А.
Год спустя химчане обеспечили себе место в десятке лучших клубов страны и получили путёвку в европейский Кубок Корача, где в группе одолели лидеров турецкого, югославского и болгарского чемпионатов. В те годы за команду выступали такие именитые игроки, как защитник сборной России Сергей Базаревич, чемпионы Европы среди юниоров Игорь Корнишин, Валерий Сизов, центровой сборной России Виталий Носов.
В течение двух следующих сезонов «Химки» в своём становлении поднялись ещё на одну ступеньку, дважды заняв седьмое место в национальном чемпионате и в одном шаге останавливаясь от выхода в плей-офф европейского Кубка Корача.

### Становление команды
В сезоне 2002/2003 подмосковная команда сделала значительный шаг на пути к вершинам российского баскетбола: химчане заняли четвёртое место. БК «Химки» стал единственным клубом Европы, кому за сезон удалось обыграть чемпиона России и участника Финала четырёх Евролиги ПБК ЦСКА на его площадке (причём армейцы впервые пропустили более 100 очков).
В сезоне 2003/2004 «Химки» вновь завоевали место в группе лидеров отечественной Суперлиги, заняв пятое место, приняв участие в «Финале четырёх» Кубка страны.
В сезоне 2004/2005 химчане выступали в Кубке Вызова. Команда не только вышла в плей-офф, но и завоевала место в Финале четырёх турнира, став третьей в престижном континентальном турнире. БК «Химки» лишь в пятой решающей игре в Казани уступила УНИКСу медали первенства страны.
В сезоне 2005/06 химчане заняли 3-е место в регулярном чемпионате, а в плей-офф дошли до финала, где уступили ЦСКА. А в финале Кубка Вызова 2005/06 «Химки» уступили испанскому «Ховентуту». 7 октября 2006 года «Химки» провели товарищеский матч с клубом НБА — «Лос-Анджелес Клипперс», в котором проиграли со счётом 91:98.
Все эти годы подмосковной командой руководил тандем заслуженных тренеров России Сергей Елевич — Сергей Селиванов.
В сезоне 2006/07 «Химки» завоевали бронзовые медали чемпионата России.
В сезоне 2007/08 «Химки», как и два года назад, завоевали серебро чемпионата России. Но это было не главное достижение «Химок» того сезона — в финале Кубка России «Химки» по руководством Кестутиса Кемзуры переиграли ЦСКА — 85:67 и завоевали первый в истории клуба престижный трофей.

### Приход Скариоло и дебют в Евролиге
В декабре 2008 года команду возглавил известный итальянский специалист Серджио Скариоло.
В сезоне 2008/09 команда вновь завоевала серебряные медали чемпионата России, опять же уступив в финале ЦСКА.
15 июня 2009 года руководством «Химки» был подписан контракт с талантливым центровым, баскетболистом национальной сборной Литвы Робертасом Явтокасом. Соглашение рассчитано на два года. Команду также пополнили игроки сборной Испании — Карлос Кабесас и Рауль Лопес.
В сезоне 2009/2010 «Химки» дебютировали в Евролиге. На первом групповом этапе команда попала в группу D, соперниками стали мадридский «Реал», афинский «Панатинаикос», польский «Ассеко Проком», «Милан» и немецкий «Ольденбург». «Химки» заняли третье место, одержав 6 побед в 10 матчах, и прошли в Топ-16. В Топ-16 клуб попал в группу H в компанию к «Олимпиакосу», «Каха Лабораль», «Цибоне». До последнего тура «Химки» спорили с «Каха Лабораль» за выход в четвертьфинал, но, так как общая разница набранных и пропущенных очков у «Химок» хуже, дальше прошла «Каха Лабораль». В чемпионате России «Химки» дошли до финала и в 3-х матчах уступили ЦСКА.

### БК «Химки» в сезоне 2010/2011
Снова став вторыми по итогам сезона 2009/2010, летом 2010 года «Химки» провели плановую селекционную кампанию, подписав сразу семерых игроков. В декабре в клуб пришёл американский защитник с российским паспортом Трэвис Хансен, а в феврале ряды жёлто-синих пополнил греческий центровой Лазарь Попандопуло.
Проработавший ровно два года в клубе, в декабре 2010 года итальянский наставник жёлто-синих Серджио Скариоло был уволен с поста главного тренера команды. Исполняющим обязанности главного тренера БК «Химки» был назначен Олег Владимирович Мелещенко. После очередного поражения от столичных армейцев 12 марта 2011 года Мелещенко был уволен, а главным тренером клуба стал известный литовский специалист Римас Куртинайтис.
22 января 2011 года в рамках розыгрыша чемпионата БЕКО ПБЛ БК «Химки» в матче с красноярским «Енисеем» первым установил рекорд результативности нового чемпионата России, обыграв соперника со счётом 102:69. Позже 26 февраля 2011 года в рамках пятнадцатого тура чемпионата БЕКО ПБЛ краснодарский «Локомотив-Кубань» обыграл красноярский «Енисей» с более крупным счётом — 104:72. Однако в матче-открытии третьего круга чемпионата 3 апреля 2011 года «Химки» вновь обновили рекорд результативности, обыграв в родных стенах самарские «Красные крылья» со счётом 107:71.
23 апреля 2011 года «Химки» завоевали свой первый трофей под руководством Римаса Куртинайтиса — выиграли Единую лигу ВТБ, в финале переиграв ЦСКА со счётом 66:64. Самым ценным игроком Финала Четырёх стал капитан «Химок» Виталий Фридзон.

### Сезон 2011/2012
В сезоне 2011/12 ПБЛ команда заняла второе место, уступив только столичному «ЦСКА». В этом же сезоне команда стала обладателем Еврокубка, в финале обыграв испанскую «Валенсию» со счётом 77:68. Таким образом, «Химки» получили возможность выступать в следующем сезоне в групповом раунде Евролиги. Самым ценным игроком Финала стал Зоран Планинич.

### Сезон 2012/2013
В сезоне 2012/2013 «Химки» как обладатели Еврокубка вернулись в Евролигу. В межсезонье состав команды пополнили финский разыгрывающий Петтери Копонен и три американских игрока: центровой Пол Дэвис, лёгкий форвард Кей Си Риверс и тяжёлый форвард Джеймс Огастин. В регулярном чемпионате Евролиги химчане с шестью победами и четырьмя поражениями заняли второе место, пропустив вперёд лишь мадридский «Реал». В стадии Топ-16 «Химкам» не хватило всего одной победы, чтобы выйти в плей-офф турнира. В двух последних турах химчане потерпели поражения от испанской «Каха Лабораль» дома и греческого «Олимпиакоса» на выезде. В Единой Лиге ВТБ подмосковная команда дошла до полуфинальной стадии (попутно обыграв в 1/4 финала рижский ВЭФ), но в серии до трёх побед в пяти матчах уступила московскому ЦСКА, который в итоге стал чемпионом. По окончании сезона команду покинули Мэтт Нильсен, Зоран Планинич, Алексей Жуканенко, Кей Си Риверс, Дмитрий Хвостов, а также многолетний капитан и воспитанник клуба, проведший в «Химках» девять сезонов, Виталий Фридзон. В то же время было продлено соглашение с защитником Егором Вяльцевым.

### Сезон 2013/2014
Как полуфиналист Единой Лиги ВТБ БК «Химки» получил право сыграть в квалификационном раунде Евролиги и побороться за путёвку в сильнейший клубный баскетбольный турнир Европы. Квалификация прошла с 1 по 4 октября 2013 года в литовском Вильнюсе на «Сименс Арене», домашней площадке команды «Летувос Ритас». Команде была поставлена задача пройти квалификацию и выйти в регулярный чемпионат Евролиги. В межсезонье состав «Химок» пополнили молодой российский форвард Никита Балашов, а также опытный игроки: французский форвард Микаэль Желабаль, уже защищавший цвета клуба и выигрывавший с ним Еврокубок в 2012 году, а также хорватский защитник Марко Попович и американский плеймекер Майк Грин. Но подмосковная команда потерпела поражение уже в первом раунде квалификации, уступив бельгийскому клубу «Остенде» со счётом 79:90. «Химки» вновь отправились в Кубок Европы, где дошли до 1/8 финала и по сумме двух встреч уступили испанской «Валенсии», не отыграв лишь одно очко на последних секундах ответного матча. По ходу сезона команда Римаса Куртинайтиса установила ряд рекордов: в Кубке Европы — 15 побед подряд, общее число выигрышных матчей составило 31, «Химки» не проигрывали более пяти месяцев. Однако в весенней стадии оставшихся турниров (Единая Лига ВТБ и Кубок России) химчан также ждало разочарование. Обыграв в 1/4 финала Кубка России клуб Суперлиги саратовский «Автодор», жёлто-синие в полуфинале встречались с казанским УНИКСом, но по сумме двух встреч потерпели поражение. В Единой Лиге ВТБ «Химки» как победитель регулярного чемпионата (18 побед и 0 поражений) получили преимущество своей площадки на всех этапах, но уже в 1/4 финала в серии до трёх побед были трижды обыграны «Нижним Новгородом». Несмотря на неудачный сезон, руководство клуба выразило поддержку и доверие главному тренеру команды Римасу Куртинайтису, заключив с ним новое двухлетнее соглашение. Бюджет клуба остался на том же уровне, что и в сезоне 2012/2013. Перед командой были поставлены задачи по выходу в финал Единой Лиги ВТБ и победе в Еврокубке.

### Сезон 2014/2015
В межсезонье 2014 клуб расстался с американским разыгрывающим Майком Грином (перешёл во французский «Пари-Леваллуа»), хорватским центровым Крешимиром Лончаром (испанская «Валенсия»), французским форвардом Микаэлем Желабалем (французский «Лимож»), а также молодыми российскими игроками Никитой Балашовым (краснодарский «Локомотив-Кубань») и Бенджамином-Павлом Дуду (московское «Динамо»). Были переподписаны контракты с Джеймсом Огастином и Полом Дэвисом. Команда усилилась американским форвардом Тайлером Ханикаттом, россиянином Максимом Шелекето и французским центровым Жоффре Ловернем. Самым громким приобретением стал американский разыгрывающий, победитель Евролиги 2013/2014 и самый ценный игрок финала Тайрис Райс. «Химки» без особого труда прошли групповые этапы Кубка Европы, а также стадию плей-офф. В финальной серии подмосковные баскетболисты встретились с испанской «Гран-Канарией» и добились убедительной победы по сумме двух матчей. Став обладателями Кубка Европы, химчане получили прямую путёвку в Евролигу 2015/2016. Самым ценным игроком сезона и финала был признан Тайрис Райс. В регулярном чемпионате Единой Лиги ВТБ «Химки» заняли второе место после ЦСКА, а в плей-офф дошли до финала, обыграв поочерёдно саратовский «Автодор» и краснодарский «Локомотив-Кубань». В финальной серии до трёх побед химчане уступили московским армейцам (0-3) и заняли итоговое второе место. Лучшим «шестым игроком» турнира был признан финский защитник Петтери Копонен. По ходу сезона в команде произошли изменения. Не вписавшийся в игровую концепцию Куртинайтиса Ловернь покинул «Химки» в феврале и перебрался в клуб НБА «Денвер Наггетс». В начале марта клуб объявил о подписании контракта с испанским форвардом Виктором Клавером, который был заявлен только в Единую Лигу ВТБ. По итогам сезона, самого успешного в истории клуба, болельщики «Химок» признали Райса лучшим игроком команды, второе место занял капитан Сергей Моня, третьим стал Петтери Копонен.

### Сезон 2015/2016
Заняв второе место в Лиге ВТБ, «Химки» попали в Евролигу, но в самую сильную группу, где им предстояло помериться силами с двумя участниками прошлогоднего Финала Четырёх — «Реалом» (Испания) и «Фенербахче» (Турция). Под участие в турнире команда значительно усилилась — из НБА приехали Зоран Драгич («Майами Хит») и Алексей Швед («Нью-Йорк Никс»); Марко Тодорович из «Бильбао». Однако клуб начал выступать очень неровно, что привело к тому, что Душко Иванович возглавил «Химки» во второй половине сезона-2015/16. В Лиге ВТБ клуб не смог подняться выше середины зоны плей-офф (с попаданием на ЦСКА в полуфинале, после чего не квалифицировался в Евролигу на следующий сезон). А в Евролиге «Химки» смогли попасть в Топ 16, где набрали столько же очков, сколько и «Реал», но уступили ему по результатам личных встреч.

### Сезон 2016/2017
Перед новым сезоном «Химки» расстались с ключевыми для предыдущего тренера — Римаса Куртинайтиса — игроками: Тайризом Райсом, Петтери Копоненом и Полом Дэвисом. В команду пришли и закрепились в составе Эрл Роулэнд («Хапоэль» (Иерусалим)), Вячеслав Зайцев («Красный Октябрь») и Джейкоб Пуллен («Цедевита»); другие же новички (Джастин Картер и Перри Джонс) надежд не оправдали и были в течение сезона отчислены. Лидером команды полноценно стал Алексей Швед, оправившись от травм, чем помог команде удачно выступить в Еврокубке (1/4 финала), а сам игрок стал MVP турнира. Однако в Лиге ВТБ «Химки» снова начали буксовать в середине сезона, чередуя успехи над середняками и слабыми команда с провалами в играх с лидерами, и уступили вторую строчку «Зениту», но смогли за счёт преимущества в личных встречах перед «Локомотив-Кубань» занять 3 место и избежать встречи с ЦСКА в полуфинале.

### Сезон 2017/2018
Очередной сезон клуб начал со смены тренера — вместо Душко Ивановича	главным стал Георгиос Барцокас. Началась и перестройка команды: пришли новые игроки — Стефан Маркович («Зенит») и Андрей Зубков («Локомотив-Кубань»), уже игравшие в Единой лиге ВТБ, и усиление из турецкой лиги — Джеймс Андерсон («Дарушафака»), Тайлер Ханикатт («Анадолу Эфес»), Энтони Гилл («Есильгиресун»), и MVP Финала четырёх Адриатической лиги сезона 2016/17 из «Црвены Звезды» — Чарльз Дженкинс. Такое усиление позволило «Химкам» впервые в истории попасть в плей-офф Евролиги — в четвертьфинале они встретились с лидером регулярного сезона Евролиги — ЦСКА (Москва), которому проиграли в серии 3-1. В регулярном чемпионате лиги ВТБ команда заняла лишь 6 место, но попала в «финал четырёх», где вновь уступила в финале ЦСКА (84:95). Алексей Швед стал «лучшим снайпером» турнира.

### Сезон 2018/2019
В межсезонье команда обновилась не так сильно — 5 новичков, среди которых форвард Джордан Мики, игравший в НБА. Однако начало сезона в Евролиге вышло провальным — 4 поражения подряд, а в Единой лиге, наоборот, — 4 победы, из которых три — в гостях. По ходу сезона к команде присоединился Гарлон Грин. Также в январе 2019 года Георгиоса Барцокаса на месте главного тренера команды сменил Римас Куртинайтис.

### Сезон 2020/2021
Сезон выдался очень сложным для команды, в Евролиге «Химки» заняли последнее (18) место в регулярном сезоне, одержав победу лишь в 4 матчах из 34 проведенных.
В Единой лиге ВТБ дела у «Химок» шли значительно лучше, команда по итогам регулярного сезона заняла 7 место, одержав 12 побед, и вышла в плей-офф турнира. В четвертьфинале «Химки» уступили краснодарскому клубу «Локомотив-Кубань» со счётом 0:2 в серии и закончили сезон.
По ходу сезона 15 января 2021 Главный тренер Римас Куртинайтис был отправлен в отставку в связи с неудовлетворительными результатами клуба. Исполняющим обязанности Главного тренера стал российский наставник Андрей Мальцев, позже 13 апреля 2021 года он был утвержден в должности Главного тренера БК «Химки».
23 января 2021 «Химки» расторгли контракты с игроками Йонасом Жеребко и Грегом Монро, а 2 марта 2021 клуб покинул игрок Дайрис Бертанс.
3 февраля 2021 Антон Понкрашов стал игроком «Химки». 12 апреля 2021 в игре против «Енисея», впервые за долгое время на паркет вышел центровой Тимофей Мозгов.
Клуб из-за плохих результатов лишился спонсоров, имел долги перед игроками из-за чего участие клуба в следующем сезоне Единой лиги ВТБ было под вопросом, как и участие в еврокубках.
12 июля 2021 года стало известно, что «Химки» не примут участие в Единой лиге ВТБ из-за отсутствия финансирования.

## Статистика выступлений
| Сезон     | Лига            | Уровень | Регулярный чемпионат | Плей-офф                | Кубок России  | Еврокубки                  | Региональный турнир           |
| --------- | --------------- | ------- | -------------------- | ----------------------- | ------------- | -------------------------- | ----------------------------- |
| 1997/98   | Первая лига     | 3       | 1                    | Чемпион                 | —             | —                          | —                             |
| 1998/99   | Высшая лига     | 2       | 1                    | Чемпион                 | —             | —                          | —                             |
| 1999/2000 | Суперлига       | 1       | 9                    | —                       | —             | —                          | —                             |
| 2000/01   | Суперлига А     | 1       | 7                    | 1/8 финала              | 5 место       | —                          | —                             |
| 2001/02   | Суперлига А     | 1       | 7                    | Четвертьфинал           | —             | —                          | —                             |
| 2002/03   | Суперлига А     | 1       | 4                    | 4 место                 | Полуфинал     | —                          | —                             |
| 2003/04   | Суперлига А     | 1       | 5                    | Четвертьфинал           | 4 место       | —                          | —                             |
| 2004/05   | Суперлига А     | 1       | 4                    | 4 место                 | 4 место       | —                          | —                             |
| 2005/06   | Суперлига А     | 1       | 3                    | Финалист                | Финалист      | —                          | —                             |
| 2006/07   | Суперлига А     | 1       | 3                    | 3 место                 | Четвертьфинал | —                          | —                             |
| 2007/08   | Суперлига А     | 1       | 2                    | Финалист                | Чемпион       | —                          | —                             |
| 2008/09   | Суперлига А     | 1       | 2                    | Финалист                | Четвертьфинал | Четвертьфиналист Еврокубка | Финалист Единой лиги ВТБ      |
| 2009/10   | Суперлига А     | 1       | 2                    | Финалист                | 4 место       | Групповой этап Еврокубка   | 4 место Единой лиги ВТБ       |
| 2010/11   | ПБЛ             | 1       | 4                    | Финалист                | —             | —                          | Чемпион Единой лиги ВТБ       |
| 2011/12   | ПБЛ             | 1       | 2                    | Финалист                | —             | —                          | Четвертьфинал Единой лиги ВТБ |
| 2012/13   | ПБЛ             | 1       | 2                    | —                       | —             | —                          | Полуфинал Единой лиги ВТБ     |
| 2013/14   | Единая лига ВТБ | 1       | 1                    | Четвертьфинал           | Полуфинал     | —                          | —                             |
| 2014/15   | Единая лига ВТБ | 1       | 2                    | Финалист                | —             | —                          | —                             |
| 2015/16   | Единая лига ВТБ | 1       | 4                    | Полуфинал               | —             | Групповой этап Еврокубка   | —                             |
| 2016/17   | Единая лига ВТБ | 1       | 3                    | Финалист                | —             | Групповой этап Еврокубка   | —                             |
| 2017/18   | Единая лига ВТБ | 1       | 6                    | Финалист                | —             | Групповой этап Еврокубка   | —                             |
| 2018/19   | Единая лига ВТБ | 1       | 3                    | Финалист                | —             | Групповой этап Еврокубка   | —                             |
| 2019/20   | Единая лига ВТБ | 1       | 1                    | Сезон досрочно завершён | —             | Сезон досрочно завершён    | —                             |
| 2020/21   | Единая лига ВТБ | 1       | 7                    | Четвертьфинал           | —             | Групповой этап Еврокубка   | —                             |
| 2021/22   | Суперлига       | 2       | 13                   | 11 место                | 1/16 финала   | —                          | —                             |
| 2022/23   | Суперлига       | 2       | 4                    | 3 место                 | 4 место       | —                          | —                             |
| 2023/24   | Суперлига       | 2       | 1                    | Финалист                | 1/8 финала    | —                          | —                             |

## Достижения

### Национальные турниры
Единая лига ВТБ
- Чемпион: 2010/2011
- Серебряный призёр (4): 2014/2015, 2016/2017, 2017/2018, 2018/2019

Промокубок Единой лиги ВТБ
- Серебряный призёр: 2008

Чемпионат России
- Серебряный призёр (11): 2005/2006, 2007/2008 2008/2009, 2009/2010, 2010/2011, 2011/2012, 2012/2013, 2014/2015, 2016/2017, 2017/2018, 2018/2019
- Бронзовый призёр: 2006/2007

Суперлига
- Серебряный призёр: 2023/2024
- Бронзовый призёр (2): 2022/2023, 2024/2025

Кубок России
- Обладатель: 2007/2008
- Серебряный призёр: 2005/2006
- Бронзовый призёр: 2004/2005

### Европейские турниры
Еврокубок
- Обладатель (2): 2011/2012, 2014/2015
- Серебряный призёр: 2008/2009

Кубок вызова ФИБА
- Бронзовый призёр: 2004/2005

## Главные тренеры
- 1997—2007 —  Сергей Елевич
- 2007—2008 —  Кястутис Кемзура
- 2008—2010 —  Серджо Скариоло
- 2010—2011 —  Олег Мелещенко (и. о.)
- 2011—2016 —  Римас Куртинайтис
- 2016—2017 —  Душко Иванович
- 2017—2019 —  Георгиос Барцокас[17]
- 2019—2021 —  Римас Куртинайтис[18]
- 2021—2025 —  Андрей Мальцев[19]
- 2025—н.в. —  Глеб Плотников[20]

## Текущий состав
| \| Поз. \| № \| Гражд. \| Имя \| Дата рождения (возраст) \| Рост \| Вес \| Звание \| \| ---- \| -- \| ------ \| -------------------- \| -------------------------- \| ------ \| ------ \| ------ \| \| АЗ \| 1 \| \| Фёдор Ключников \| 14 июня 1990 (35 лет) \| 192 см \| 92 кг \| \| \| АЗ \| 2 \| \| Виктор Заряжко \| 29 сентября 1992 (32 года) \| 195 см \| 90 кг \| \| \| ЛФ \| 15 \| \| Кирилл Коновалов \| 15 июля 1997 (28 лет) \| 195 см \| 82 кг \| \| \| РЗ \| 16 \| \| Константин Шевчук \| 11 января 2000 (25 лет) \| 188 см \| 71 кг \| \| \| Ц \| 17 \| \| Денис Викентьев \| 25 мая 1998 (27 лет) \| 207 см \| 107 кг \| \| \| Ц \| 19 \| \| Евгений Фидий \| 28 июля 1991 (33 года) \| 208 см \| 112 кг \| \| \| ТФ \| 20 \| \| Дмитрий Коршаков (К) \| 11 марта 1991 (34 года) \| 201 см \| 100 кг \| \| \| ЛФ \| 23 \| \| Владислав Одиноков \| 22 марта 2000 (25 лет) \| 202 см \| 93 кг \| \| \| РЗ \| 31 \| \| Александр Варнаков \| 28 апреля 1992 (33 года) \| 185 см \| 85 кг \| \| \| Ф \| 38 \| \| Сергей Михалёв \| 16 сентября 1993 (31 год) \| 194 см \| 94 кг \| \| \| Ц \| 44 \| \| Илья Сорокин \| 29 июля 2001 (23 года) \| 207 см \| 103 кг \| \| \| АЗ \| 54 \| \| Глеб Суворов \| 28 января 1998 (27 лет) \| 190 см \| 82 кг \| \| \| Ц \| 71 \| \| Владислав Шарапов \| 17 ноября 1999 (25 лет) \| 203 см \| 120 кг \| \| | Главный тренер - Глеб Плотников Ассистенты тренера - Виктор Бережной - Сергей Сорокин Легенда - (К) — Капитан команды Последнее изменение: 23 июля 2025 года |               |                      |                            |        |        |        |
| Поз. | № | Гражд.        | Имя                  | Дата рождения (возраст)    | Рост   | Вес    | Звание |
| АЗ | 1 | Флаг России   | Фёдор Ключников      | 14 июня 1990 (35 лет)      | 192 см | 92 кг  |        |
| АЗ | 2 | Флаг России   | Виктор Заряжко       | 29 сентября 1992 (32 года) | 195 см | 90 кг  |        |
| ЛФ | 15 | Флаг России   | Кирилл Коновалов     | 15 июля 1997 (28 лет)      | 195 см | 82 кг  |        |
| РЗ | 16 | Флаг России   | Константин Шевчук    | 11 января 2000 (25 лет)    | 188 см | 71 кг  |        |
| Ц | 17 | Флаг Беларуси | Денис Викентьев      | 25 мая 1998 (27 лет)       | 207 см | 107 кг |        |
| Ц | 19 | Флаг России   | Евгений Фидий        | 28 июля 1991 (33 года)     | 208 см | 112 кг |        |
| ТФ | 20 | Флаг России   | Дмитрий Коршаков (К) | 11 марта 1991 (34 года)    | 201 см | 100 кг |        |
| ЛФ | 23 | Флаг России   | Владислав Одиноков   | 22 марта 2000 (25 лет)     | 202 см | 93 кг  |        |
| РЗ | 31 | Флаг России   | Александр Варнаков   | 28 апреля 1992 (33 года)   | 185 см | 85 кг  |        |
| Ф | 38 | Флаг России   | Сергей Михалёв       | 16 сентября 1993 (31 год)  | 194 см | 94 кг  |        |
| Ц | 44 | Флаг России   | Илья Сорокин         | 29 июля 2001 (23 года)     | 207 см | 103 кг |        |
| АЗ | 54 | Флаг России   | Глеб Суворов         | 28 января 1998 (27 лет)    | 190 см | 82 кг  |        |
| Ц | 71 | Флаг России   | Владислав Шарапов    | 17 ноября 1999 (25 лет)    | 203 см | 120 кг |        |

## Арена
С 1997 года домашней ареной БК «Химки» являлся химкинский спорткомплекс «Новатор». В 2005 году на базе «Новатора» по последнему слову техники был возведён Баскетбольный центр «Химки» Московской области на 3500 зрительских мест.
С 2017 года, по новым правилам домашняя арена должна вмещать 7 тыс. зрителей. Так как вместимость Баскетбольного центра «Химки» Московской области в 2 раза меньше требуемой,  руководством клуба было принято решение о переезде в город Мытищи на одноимённую арену.
Арена Мытищи при проведении матче Евролиги и Единой лиги ВТБ будет трансформирована до вместимости в 9 тыс. зрителей.

## Игроки

### Рекордсмены клуба по числу проведённых игр
| # | Игрок            | Период                 | Игр |
| - | ---------------- | ---------------------- | --- |
| 1 | Сергей Моня      | 2010 — 2021            | 564 |
| 2 | Виталий Фридзон  | 2004 — 2013            | 466 |
| 3 | Егор Вяльцев     | 2011 — 2021            | 439 |
| 4 | Сергей Красников | 1998 — 2007, 2008—2009 | 393 |
| 5 | Алексей Швед     | 2006 — 2007, 2015—2021 | 272 |
| 6 | Михаил Соловьёв  | 2000 — 2006            | 270 |

### Рекордсмены клуба по числу очков
| # | Игрок           | Период                 | Очков |
| - | --------------- | ---------------------- | ----- |
| 1 | Алексей Швед    | 2006 — 2007, 2015—2021 | 4 687 |
| 2 | Виталий Фридзон | 2004 — 2013            | 4 678 |

### Закреплённые номера
- № 4  Александр Петренко